# Cargeghe
Cargeghe (Carzeghe in sardo, Cagliègga in sassarese) è un comune italiano di 587 abitanti della città metropolitana di Sassari.

## Storia

### Preistoria
Gli stanziamenti umani nel territorio di Cargeghe in epoca preistorica sono documentati dalla presenza di alcuni nuraghi quali Cherchizzos e Santa Maria, inoltre avanzi di un nuraghe sono visibili nel centro storico del paese, come tramandato anche da una fonte parrocchiale ottocentesca relativa alla leggendaria Tres Nuraghes. Numerose sono le domus de janas del territorio tra cui la necropoli di S'Elighe Entosu - spicca la domus IV detta “delle spirali” - e quelle a prospetto architettonico di Pescialzu.
Come descritto dal canonico ploaghese Giovanni Spano, in una sua pubblicazione del 1870, Scoperte archeologiche fattesi nell'isola in tutto l'anno 1869, nei pressi della chiesa parrocchiale vi erano inoltre le vestigia di una probabile tomba dei giganti: «Pietre coniche fisse al suolo in forma di sepolture da gigante». Questa vocazione del sito alle sepolture dovette proseguire anche in epoca successiva, documentata da un sepolcreto a enchytrismòs e da anfore appuntate e giare piene d'ossa scoperte sempre dallo Spano nel 1869, nonché riemerse nel corso di alcuni lavori pubblici in epoche più recenti. Altro indicatore della presenza umana nel territorio cargeghese è costituito dalla strada d'epoca romana di Sos Baiolos, ai limiti del paese, risalente a circa il 200 a.C. con una fase di riutilizzo fino in età moderna, non l'unico esempio di una probabile rete di diverticula che dalla a Turre Karalis passante nella piana sottostante di Campomela, risalivano verso l'interno.
Altro sito di interesse è quello di San Pietro a valle del paese, il "Santu Petru de Carieke" citato dal Condaghe di San Pietro di Silki, luogo nel quale secondo la tradizione era stanziato il primigenio villaggio di Cargeghe prima del suo ipotizzato trasferimento, per cause imprecisate, a mezza costa verso la metà del XIV secolo: «Dove le ricerche archeologiche hanno evidenziato una vastissima area di frammenti ceramici che coprono un arco cronologico compreso almeno fra il II secolo a.C. e il VII d.C. da riferire a un insediamento di lunga durata».
Per ciò che concerne il significato etimologico del toponimo Cargeghe sono state avanzate alcune possibili interpretazioni tra cui quella del canonico Giovanni Spano nel suo Vocabolario sardo geografico patronimico ed etimologico, che senza indicare da quale radice provenga tale nome, scrive che: « CARZÈGHE. Villag. Cargieghe. Carzeghesu. Cargieghese. Da KAR, città CHAG, città allegra, festiva ». In tempi più recenti il ricercatore Josto Miglior e il prof. Massimo Pittau assimilarono il nome Cargeghe-Carieke al termine prelatino che in lingua sarda indica la ciliegia: cariàsgia o cariasa. Cargeghe significherebbe, dunque, "sito ricco di ciliegi", e pare che fino ad epoche recenti, come confermano le fonti orali, così fosse.

### Dall'epoca Giudicale alla Contemporanea
I primi documenti storici di epoca giudicale che citano il villaggio di Cargeghe sono il Condaghe di San Pietro di Silki, come accennato, e il Condaghe di San Michele di Salvenor. È noto che Cargeghe appartenne al Giudicato di Torres o Logu de Ore, ricompreso nella curatoria di Figulinas assieme ad altri numerosi villaggi alcuni dei quali in seguito estintisi. Più numerose sono le fonti storiche trecentesche, relative in parte al Repartimiento de Cerdeña, che menzionano Cargeghe con varie grafie: "Cargegui", "Cargegua", "Cargegi".
In epoca post-giudicale Cargeghe appartenne ai possedimenti sardi della famiglia dei marchesi Malaspina. Verso la metà del Trecento, epoca turbolenta che vide la lunga guerra tra il Regno di Sardegna catalano-aragonese e l'autoctono Giudicato di Arborea, i Malaspina mantennero con grande difficoltà questi territori fino a perderli del tutto a favore delle più potenti forze in campo. Forse può spiegarsi in questi avvenimenti bellici e nel flagello della peste l'ipotizzato trasferimento in altro sito e in posizione più elevata del villaggio, a meno che Cargeghe non fosse stato caratterizzato dalla contemporanea presenza di alcuni piccoli agglomerati umani sparsi nel suo territorio.
Ante il 1358 Cargeghe e la metà del salto detto Prat de Cavalls vennero concessi per donazione reale al mestra Johan Metge. Dagli stessi documenti apprendiamo della scolcha o scolta del villaggio e della menzione, nel 1345, di tale magister Bosovekesu di Cargeghe.
Nel corso dei secoli il paese venne concesso a vari feudatari tra cui nel 1361 a Berengario Fillel e in seguito, assieme al villaggio di Urgeghe, al catalano Bernardo de Centelles.
Nel 1442 Serafino di Montañans, cavaliere residente a Sassari, per meriti acquisiti ebbe riconoscenza sovrana con l'investitura a Signore feudale di Cargeghe, acquistato poco tempo prima.
Il feudo passò nel 1480 al figlio Serafino II, e nel 1500 alla sua unica figlia Giovanna unitamente al marito Francesco di Castelvì dei visconti di Sanluri. Seguirono altre generazioni di feudatari e un lungo contenzioso con il fisco regio. Estintisi i Castelvì nel 1723, il fisco nuovamente volle considerarlo devoluto, ma l'opposizione di Maria Caterina Castelvì vedova Aymerich la vide rientrare in possesso del feudo che tenne fino al momento del riscatto. Cargeghe fu riscattato unitamente al feudo di Laconi con sentenza dell'agosto del 1838.
Significativa fu la peste del 1652 che falcidiò il paese, oltre trecento i decessi, ma che non lo estinse, come ben documentato dai Quinque libri parrocchiali, ricchi di preziose informazioni storiche, che nella fase più acuta dell'epidemia riportano una commovente invocazione alla Madonna: «Santa Maria intercede pro populo isto. et ne despexeris servuos tuos clamantes, et lacrimantes. Die 13 7bre 1652».
Così il dizionario Angius/Casalis descrive Cargeghe nel 1835: «Siede in un sito non molto eminente sul campo Mela, e a distanza a ponente della strada centrale di non più di mezz'ora, ove godesi da greco a scirocco per levante d'un bell'orizzonte, e poco soffresi dai venti australi per un colle che si distende a impedirli. Non però il clima è de' migliori, chè vi regna grande umidità, e per la esposizione a levante, e per le acque. Né l'aria è da lodar assai. Componesi di case circa 110. Nel 1835 vi abitavano famiglie 103, che davano anime 415; nacquero 24, morivano 18; si celebrarono matrimoni 5.».

### Simboli
Lo stemma e il gonfalone sono stati concessi con DPR del 19 luglio 1988.
Stemma
(Art. 4 c. 2 dello Statuto)
Gonfalone
(Art. 4 c. 3 dello Statuto)

## Monumenti e luoghi d'interesse

### Architetture religiose

#### Chiesa parrocchiale

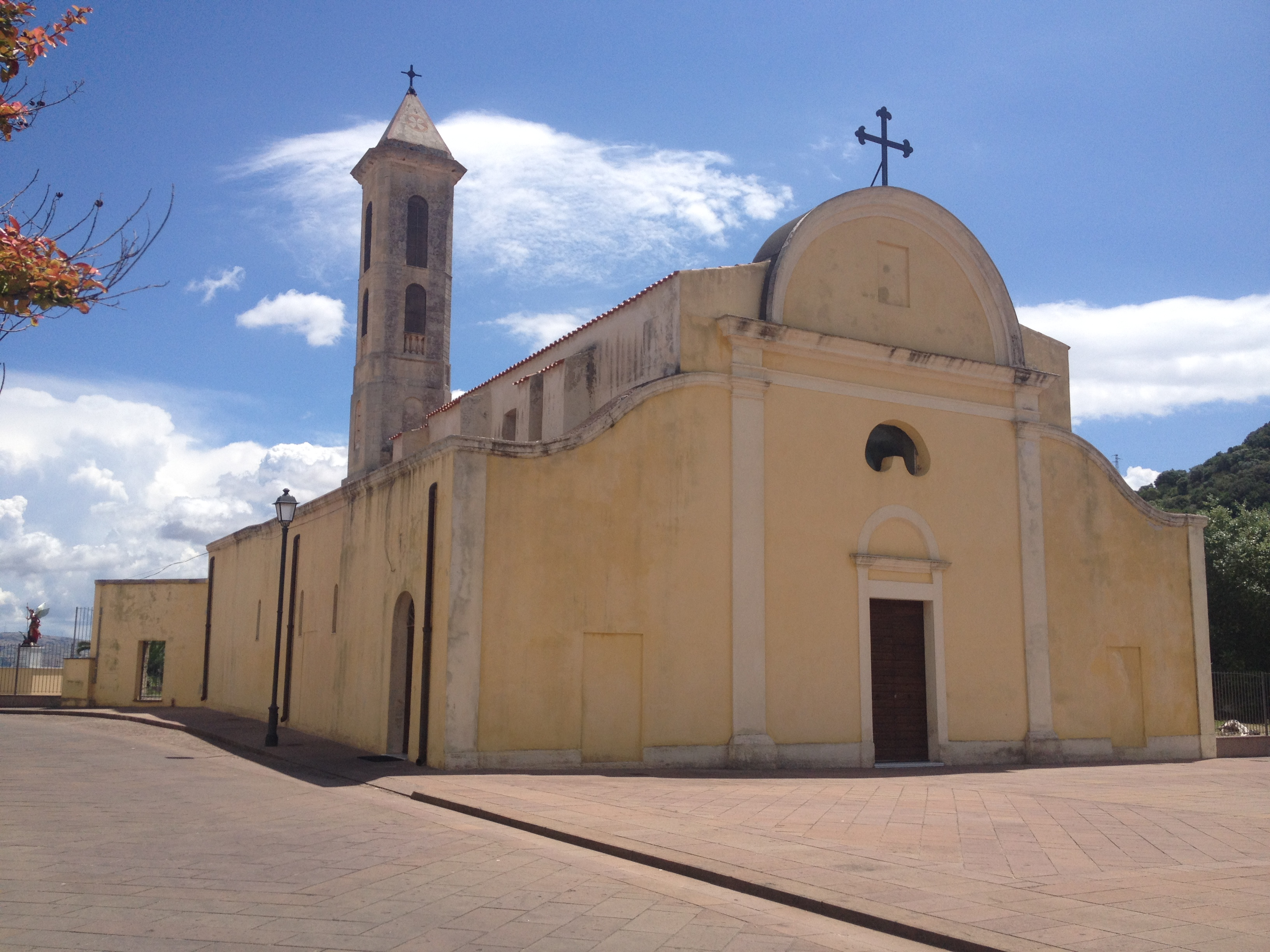
Parrocchiale SS MM Quirico e Giulitta di Cargeghe

La chiesa parrocchiale di Cargeghe, situata in piazza Grazia Deledda, è dedicata ai Santi Martiri Quirico e Giulitta. È stata costruita presumibilmente tra XV e XVI secolo in stile tardogotico anche se nel corso dei secoli ha subito numerosi ammodernamenti. Il campanile, ricostruito l'ultima volta nel 1905, fu riedificato utilizzando materiale asportato dal sito di San Pietro dove sussistevano le rovine di una chiesa pare in stile romanico-pisano. Di un certo interesse è la casa parrocchiale, una dimora signorile di probabile origine seicentesca impreziosita da pitture murarie e stucchi settecenteschi che meriterebbero un solerte restauro.

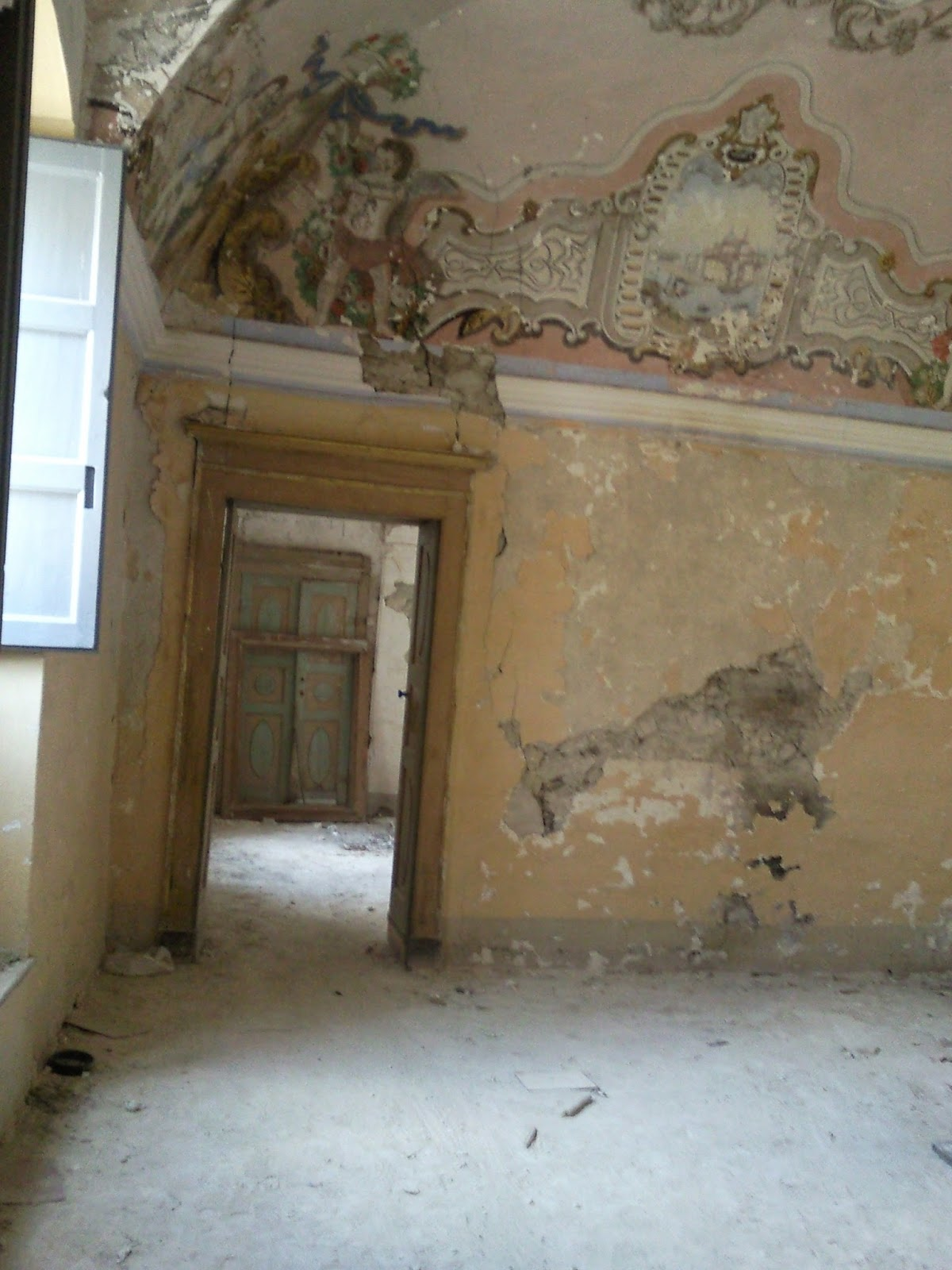
La casa parrocchiale con i suoi ambienti interni decorati

Di particolare pregio sono inoltre i dipinti della parrocchiale tra cui La Sacra Famiglia o secondo un'antica tradizione locale Nostra Segnora de sos isconsolados, opera del pittore fiorentino Baccio Gorini e la Madonna in trono e santi della fine del XVI secolo forse da attribuire al pittore pavese Marco Antonio Maderno menzionato nei registri parrocchiali in quegli stessi anni.

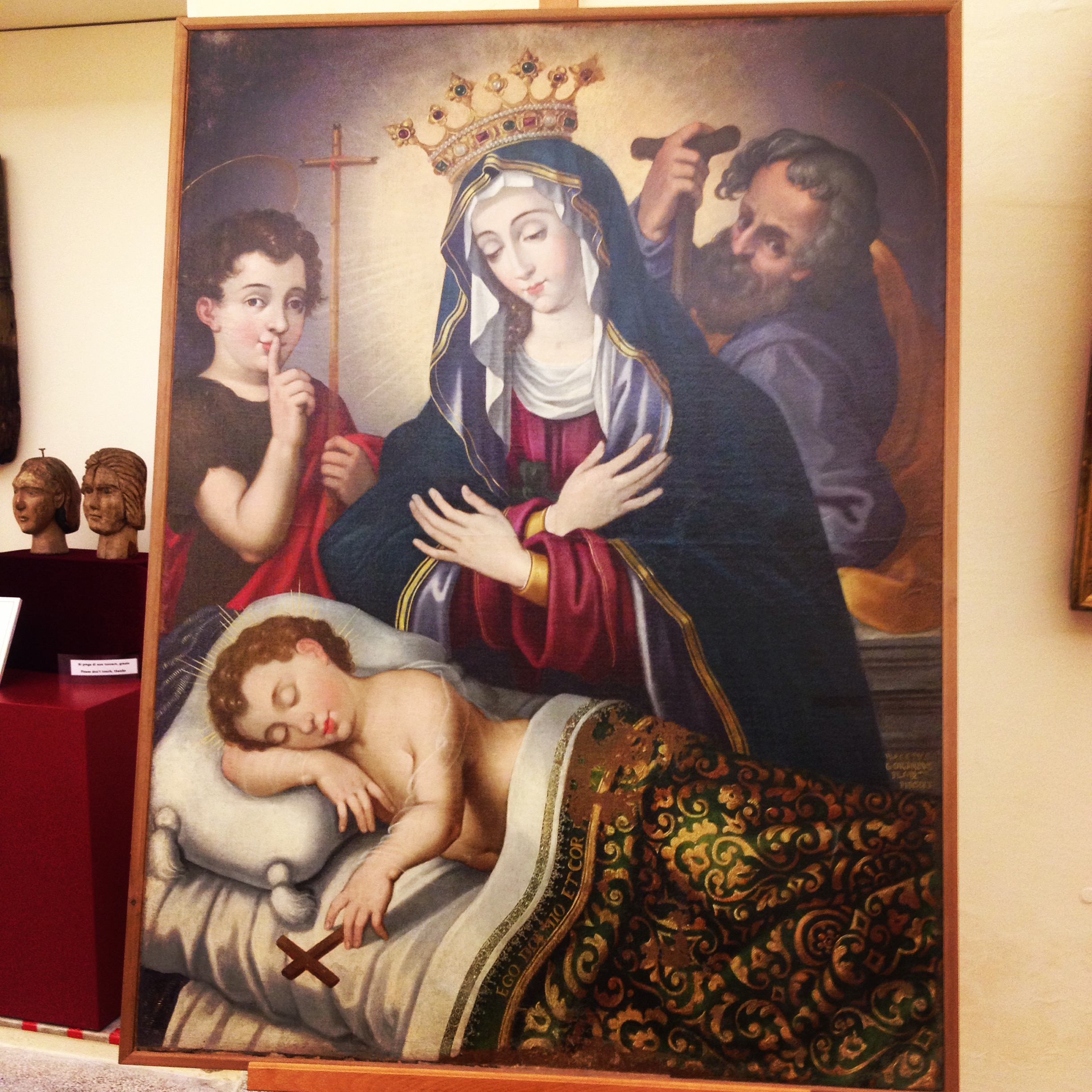
La Sacra Famiglia di Cargeghe

L'oratorio di Santa Croce (Santa Rughe), citato sempre dalle fonti parrocchiali già dal XVII secolo, sede di un'antica confraternita, oggi non più operante, di cui rimane la bolla di affiliazione all'Arciconfraternita del Gonfalone di Roma a firma del cardinale Barberini datata al 1649. L'oratorio conserva al suo interno un pregevole retablo ligneo, forse settecentesco, e crocifisso con braccia snodabili utilizzato in passato per il rito de s'Iscravamentu del venerdì santo.

#### La chiesa romanica di Santa Maria de Contra
La chiesa campestre di Santa Maria 'e Contra si trova nel territorio comunale di Cargeghe, a circa un chilometro ad est del centro abitato, facilmente raggiungibile attraverso la strada che dal paese scende verso la piana di Campomela.
La chiesa è circondata da campi, uliveti e frutteti, intorno ad essa recentemente è stato costruito un piazzale lastricato.

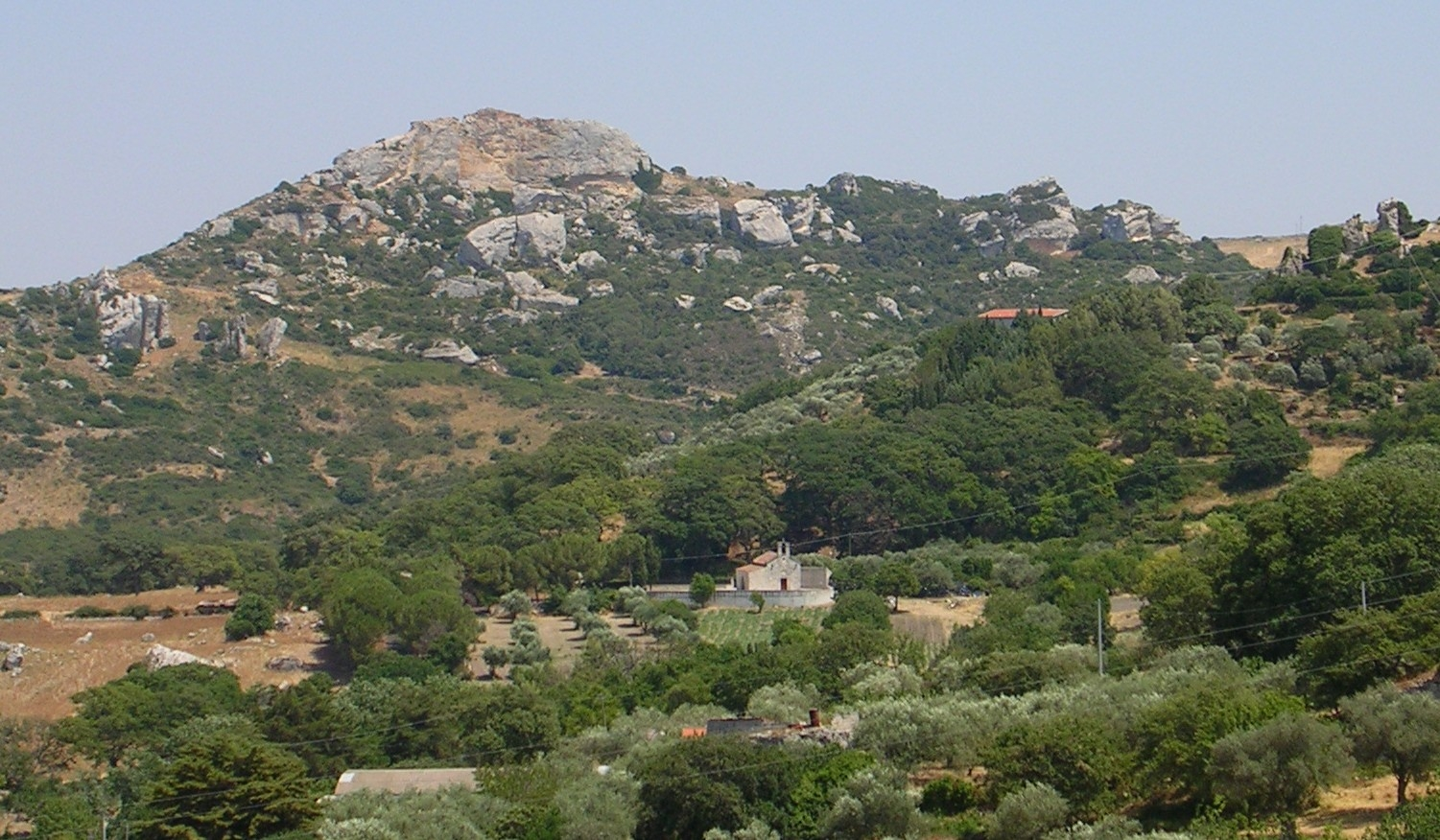
La chiesa in una panoramica scattata da Cargeghe

Si tratta di un piccolo edificio con impianto mononavato e abside orientata. La costruzione rientra nei canoni costruttivi dello stile romanico: in particolare si può ipotizzare un'influenza delle maestranze attive nelle vicine curatorie di Ploaghe e Goceano intorno seconda metà del XII secolo.
La fabbrica è in cantoni calcarei di media pezzatura. Nel prospetto orientale, sormontante l'ingresso, si trova una piccola finestra cruciforme, se ne trova una simile anche al lato orientale della navata, immediatamente sopra l'abside. In ogni fianco e nell'abside sono presenti delle monofore a doppio strombo con centina ogivale.
La facciata è sormontata da un campanile a vela, il portale è realizzato con stipiti in blocchi monolitici e arco di scarico rialzato di un concio. Da notare la presenza di due mensole, probabilmente per il sostegno di una tettoia o un portico ligneo sopra il portale.
Un'attenzione particolare va data a degli elementi presenti all'estremità orientali dei fianchi, dove il liscio paramento aggetta con originale soluzione consistente in un insolito archetto a sesto acuto, il cui peduccio è alla medesima quota della cornice absidale.
La chiesa era compresa nella curatoria di Figulinas. Il titolo "Sancte Mariae in Contra" è menzionato fra i possessi sardi di San Salvatore di Camaldoli a partire dal 1125. La sua storia si inserisce quindi nell'intricata rete di rapporti tra i giudicati sardi e gli altri soggetti del continente italiano: nel corso dei secoli XI-XII, all'appoggio politico-militare delle due repubbliche marinare in favore di questo o quel giudice corrispose come contropartita l'esenzione dalle imposte doganali e numerose concessioni da parte dei giudici e dei maggiorenti locali in favore delle cattedrali di Pisa e di Genova e soprattutto degli ordini monastici: camaldolesi (ai quali apparteneva anche l'abbazia della Santissima Trinità di Saccargia, non molto distante da Cargeghe), ma anche cassinesi, vittorini, vallombrosani e cistercensi. Un documento pontificio del 1248, relativo al pontificato di Innocenzo IV, attesterebbe il privilegio concesso tempo addietro ad alcune chiese della diocesi di Ploaghe, tra cui Santa Maria di Contra, di rilasciare indulgenze. Infatti, il 25 ottobre 1248 da Lione, il papa confermava al vescovo di Ploaghe tali privilegi (D. Scano, 1940, p. 108; L. D'Arienzo, 2000, p. 162; pp. 177–178). 

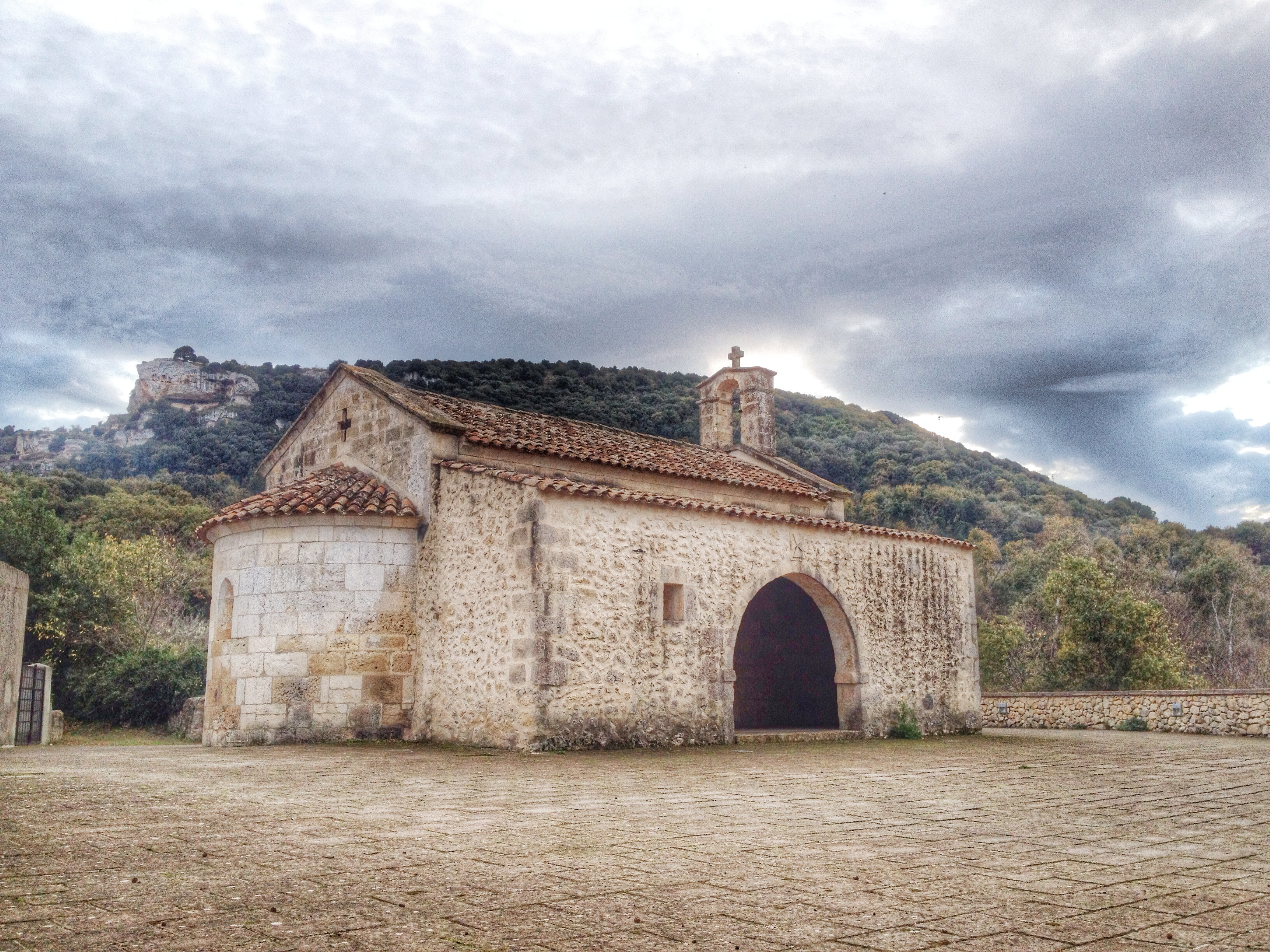
Santa Maria 'e Contra

### Architetture civili
- Casa parrocchiale, dimora signorile seicentesca, appartenuta al Duca dell’Asinara

### Siti archeologici
- Necropoli di S'Elighe Entosu
- Domus de Janas di Pescialzu
- Necropoli di Pedras Serradas
- Strada di epoca romana di Sos Baiolos

## Società

### Evoluzione demografica
Abitanti censiti

### Lingua e dialetti
La variante del sardo parlata a Cargeghe è quella logudorese settentrionale.

## Cultura

### Biblioteche
È sede della Biblioteca di Sardegna, prima biblioteca interamente dedicata al libro sardo, e della Fototeca di Sardegna.

### Cinema
Nel comune di Cargeghe e nelle campagne circostanti è stato girato, nel 1977, il film Padre Padrone diretto dai fratelli Taviani e tratto dal romanzo autobiografico di Gavino Ledda. Al 30 Festival di Cannes è stato premiato con la Palma d'oro come miglior film.
Una scena del film Proibito di Mario Monicelli, girato nel 1954, "l'agguato ai carabinieri", è ambientata lungo la strada provinciale 3 sotto i costoni di Giorrè in comune di Cargeghe, visibile sullo sfondo in una breve sequenza della scena medesima.

### Eventi
Nel 2010 ha ospitato la mostra "Honoré de Balzac. Voyage en Sardaigne" promossa dalla Biblioteca di Sardegna per la cura scientifica di Corrado Piana e la collaborazione dell'Institut de France con esposizione in prima mondiale dell'anastatica delle lettere vergate dal romanziere francese Honoré de Balzac durante il viaggio in Sardegna del 1838.
Nel 2012 ha ospitato le celebrazioni del centenario della nascita del giornalista e intellettuale sassarese Francesco Spanu Satta (1912-1974) di cui a Cargeghe la Biblioteca di Sardegna conserva il Fondo librario.
Dal 2013 al 2015 Cargeghe è stata la location del "Sardinia Reggae Festival": 6ª, 7ª e 8ª edizione. Festival legato alla musica reggae.

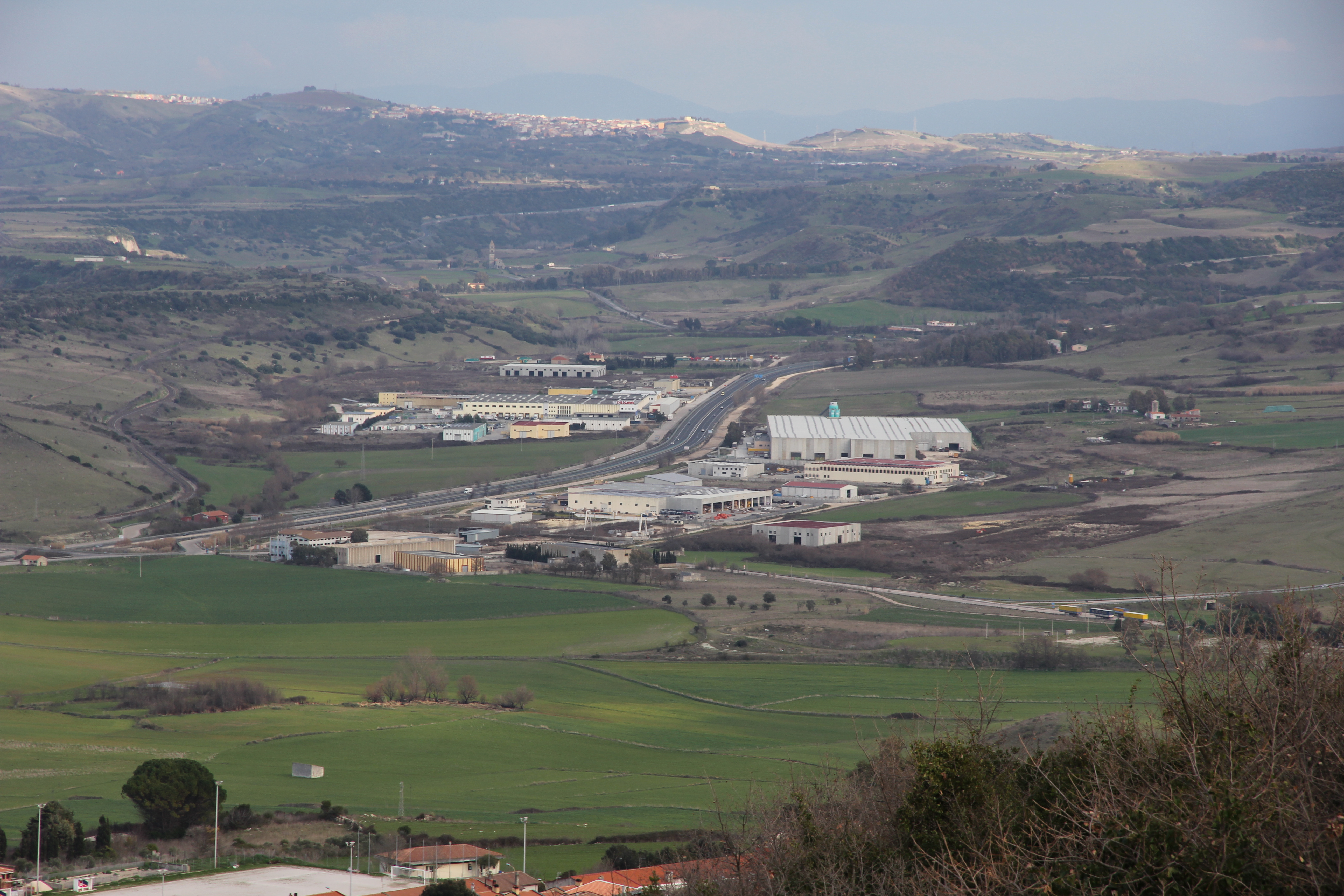
La zona industriale

## Amministrazione
| Periodo         | Periodo         | Primo cittadino               | Partito                               | Carica  | Note   |
| --------------- | --------------- | ----------------------------- | ------------------------------------- | ------- | ------ |
| 27 aprile 1997  | 13 maggio 2001  | Salvatore Oggiano             | lista civica                          | Sindaco | [ 11 ] |
| 13 maggio 2001  | 28 maggio 2006  | Luigi Giovanni Giuseppe Taras | lista civica                          | Sindaco | [ 12 ] |
| 28 maggio 2006  | 15 maggio 2011  | Franco Spada                  | lista civica                          | Sindaco | [ 13 ] |
| 15 maggio 2011  | 5 giugno 2016   | Salvatore Oggiano             | lista civica "Cargheghe Protagonista" | Sindaco | [ 14 ] |
| 6 giugno 2016   | 11 ottobre 2021 | Franco Spada                  | lista civica "Insieme per Cargeghe"   | Sindaco | [ 15 ] |
| 11 ottobre 2021 | in carica       | Antonio Ruiu                  | lista civica "CargegheSì"             | Sindaco | [ 16 ] |

## Filmografia
- Marco Demurtas (regia di), Nois, Cargeghe, Biblioteca di Sardegna, 2005